# CA Technologies
CA Technologies wurde 1976 als Computer Associates International, Inc. gegründet, im Jahr 2004 in CA, Inc. umbenannt. Seit 2010 erfolgte der Außenauftritt als CA Technologies. Als eines der größten Softwareunternehmen der Welt vertreibt es Management-Software für Netzwerke, Storage, Security sowie Projekt- und Portfoliomanagement.  Seit November 2018 ist CA, Inc. ein Tochterunternehmen der Broadcom Inc.

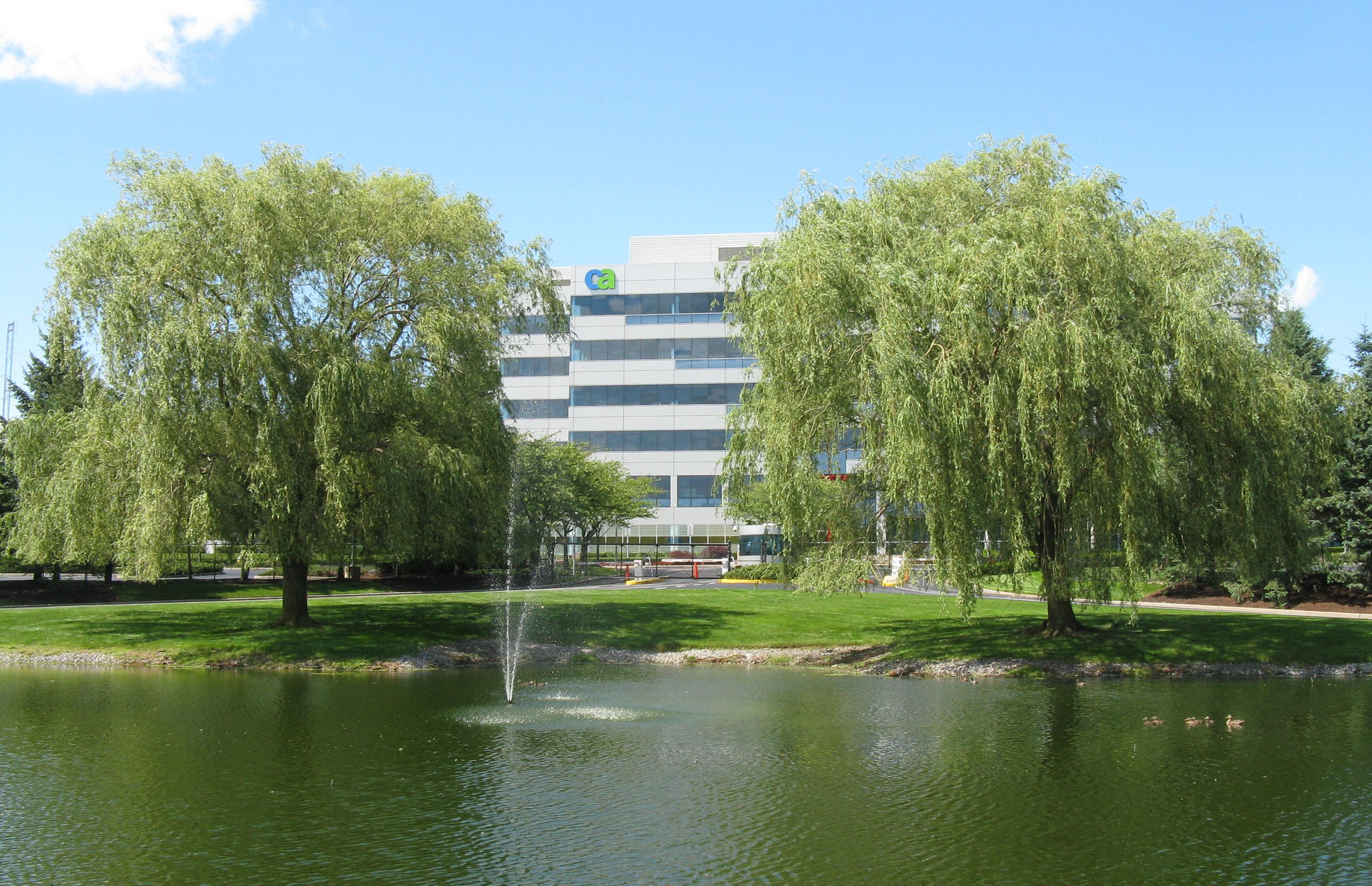
Ehemaliger Sitz in Islandia bei New York City

## Geschichte
Computer Associates International wurde 1976 von Charles Wang und Russell Artzt in New York City mit drei Mitarbeitern gegründet. Das Unternehmen wurde im Jahr 2004 in CA, Inc. umbenannt und ab 2010 als CA Technologies geführt. Es wurde unter dem Kürzel CA an der NASDAQ gehandelt.
CA Technologies gehört zu den ersten Unterstützern der FIDO-Allianz, die seit 2013 den Industriestandard Universal Second Factor (U2F) für eine allgemein anwendbare Zwei-Faktor-Authentifizierung entwickelt hat.
Im Mai 2014 verlegte das Unternehmen seinen Hauptsitz von Islandia nach New York City. Im Juli 2014 spaltete CA Technologies sein Software-Produkt ARCServe ab und verkaufte diese an Marlin Equity Partners.
Der Gründer von CA, Charles Wang, verstarb am 21. Oktober 2018.
Größter Einzelaktionär war bis 2018 die Schweizer Careal Holding.
Im Jahr 2018 übernahm Broadcom Inc. CA Technologies für 18,9 Mrd. US-Dollar, die Übernahme wurde am 5. November 2018 abgeschlossen. Zeitgleich wurde der Handel der Aktien an der NASDAQ eingestellt und CA Technologies als 100-prozentige Tochter von Broadcom geführt. Die zuständigen Kartellbehörden stimmten der Übernahme zu, da es keinerlei technische Berührungspunkte zwischen CA Technologies und Broadcom gäbe. Unmittelbar nach der Übernahme wurde die Business Unit Veracode für rund 950 Millionen US-Dollar verkauft. Gleichzeitig begann ein drastischer Personalabbau.

### Unternehmensübernahmen
CA wurde durch eine Vielzahl von Übernahmen in verschiedenen Bereichen vergrößert:
- 1977: Viking Data Systems, Inc.
- 1982: Capex Corporation
- 1983: Stewart P. Orr Associates, Information Unlimited Software
- 1984: Johnson Systems, Inc., Sorcim (SuperCalc)
- 1985: Value Software, Inc., Top Secret (von CGA)
- 1986: Integrated Software Systems Corporation (ISSCO)
- 1987: UCCEL
- 1988: Applied Data Research (von Ameritech)
- 1989: Cullinet
- 1991: Pansophic Systems, Inc., On-Line Software, Inc.
- 1992: Nantucket (Clipper)

Mit Nantucket übernahm CA Technologies den Anbieter der weit verbreiteten Datenbanksprache Clipper, konnte jedoch nach 1995 mit der Nachfolgesprache Visual Objects nicht an den Erfolg von Clipper anknüpfen.
- 1994: The ASK Group, Inc. (Ingres-Datenbank)
- 1995: Legent Corporation
- 1996: Cheyenne Software mit dem Produkt ARCServe[7]
- 1997: AI Ware, Inc., Avalan Technology, Inc.
- 1998: QXCOM, Viewpoint DataLabs International, Realogic, Inc.
- 1998: CMSI (Computer Management Sciences, Inc.)
- 1999: IDI (IMS ToolKit), Platinum Technology International, Vet Anti-Virus
- 2000: Sterling Software, Cayenne Software, Applied Management Systems Inc.
- 2003: Netreon, SilentRunner
- 2004: Netegrity, PestPatrol, Miramar
- 2005: iLumin Software Services, Tiny Software, Niku, Concord Communications
- 2006: Cendura, Control-F1 Corporation, Cybermation Inc., XOsoft, Inc., Wily Technology
- 2009: NetQoS, Austin, Texas
- 2013: Layer 7, Vancouver, Canada
- 2015: Grid-tools
- 2015: IDMLogic
- 2015: Rally
- 2015: Xceedium Software
- 2015: Espresso Logic
- 2017: Automic Software
- 2017: Veracode
- 2017: zIT Consulting

## Produktauswahl
- Application Performance Management Wily Introscope
- Netzwerk-Managementsoftware Spectrum Enterprise Manager
- System-Managementsoftware Unicenter NSM, Service Desk Manager
- Programmiersprache zur Firmenberichtserstellung Easytrieve
- Applikationsgeneratoren: TELON, CoolGen
- Projekt- und Portfoliomanagement (PPM) Clarity
- Backupsoftware BrightStor
- Security-Management SiteMinder
- CA-Realizer